# Grupa karboksylowa

Grupa karboksylowa (zaznaczona na niebiesko)

Grupa karboksylowa – jedna z podstawowych organicznych grup funkcyjnych o wzorze −COOH. Charakterystyczna dla wszystkich kwasów karboksylowych. Ma charakter kwasowy (kwasowość zależy od reszty węglowodorowej), gdyż atom wodoru z grupy karboksylowej może się łatwo odczepiać w formie jonu wodorowego. Grupa ta jest jedną z dwóch grup funkcyjnych aminokwasów.